# Model ΛCDM
Model ΛCDM je parametrizací kosmologického modelu velkého třesku, ve kterém se vesmír rozpíná s nenulovou kosmologickou konstantou, označenou jako Λ (velké lambda; jinými slovy – obsahuje temnou energii), a obsahuje studenou temnou hmotu (cold dark matter – CDM). Často se označuje za standardní kosmologický model založený na velkém třesku, protože je to nejjednodušší model, který poskytuje rozumnou shodu s následujícími pozorováními:
- existence a struktura kosmického reliktního záření
- obrovské struktury v rozložení galaxií
- množství vodíku (včetně deuteria), helia a lithia
- zrychlování rozpínání vesmíru, pozorované při vzdálených galaxiích a supernovách

Tento model předpokládá, že obecná teorie relativity je správná teorie gravitace v kosmologických měřítkách. Objevila se koncem 90. let 20. století jako kosmologie souladu, po období ve kterém se různé pozorované vlastnosti vesmíru zdály navzájem neslučitelné a neexistoval žádný konsenzus pro složení energetické hustoty vesmíru. Přidáním teoretických modelů vysvětlujících inflační fázi, původ kosmologické konstanty (kvintesence apod.) a jiných prvků, které v současnosti navrhuje a zkoumá kosmologie, lze model ΛCDM dále rozšiřovat.
Existují i alternativní modely k modelu ΛCDM, nabízející odlišné přístupy k vysvětlení pozorovaných dat. Jedná se například modifikovaná newtonovská dynamika, modifikovaná gravitace variace hustoty hmoty ve vesmíru.

## Přehled
Většina moderních kosmologických modelů je založených na kosmologickém principu, že naše místo ve vesmíru není nijak výjimečné nebo speciální. V dostatečně velkých měřítkách vypadá vesmír stejně (izotropně) z každého místa (homogenně).
Tento model zahrnuje rozpínání vesmíru, které je dobře zdokumentované jako rudý posuv spektrálních čar vzdálených galaxií a také jako dilataci času při rozpadu světelných křivek supernov. Oba efekty způsobuje Dopplerův jev. Tato expanze zvětšuje vzdálenosti mezi objekty bez vzájemné gravitační interakce, nezvětšuje však velikost objektů v prostoru. Rovněž umožňuje nejvzdálenějším galaxiím, aby se od sebe vzdalovaly rychlostí větší než rychlost světla.
Λ (Lambda) označuje kosmologickou konstantu, která souvisí s energií vakua anebo temnou energií prázdného prostoru, to vysvětluje současné zrychlující rozpínání vesmíru, které působí proti přítažlivým účinkům gravitace. Kosmologická konstanta má negatívní tlak, {\displaystyle p=-\rho c^{2}}. Hustota energie prázdného prostoru, za kterou je ve standardním modelu ΛCDM "zodpovědná" kosmologická konstanta, se označuje {\displaystyle \Omega _{\Lambda }} a představuje zlomek celkové hustoty hmotnosti a energie plochého vesmíru, který tvoří temná energie. Podle dat z roku 2013 zhruba 68,3 % hustoty energie vesmíru představuje temná energie.
Studená temná hmota je formou hmoty, která je potřebná na vytvoření gravitačního účinku, který nemohla vytvořit normální hmota a který je pozorován v strukturách v největších měřítkách. Temná hmota se označuje jako studená (tzn. její rychlost je v období rovnosti záření a hmoty nerelativistická (o mnoho nižší než rychlost světla]), nebaryonová (tvořená jinou hmotou, ne protony a neutrony), nerozptýlitelná (neochlazuje se vyzařováním fotonů) a nekolizní (částice temné hmoty interagují mezi sebou a s jinými částicemi pouze prostřednictvím gravitace anebo možná slabé jaderné interakce). Podle dat z roku 2013 se odhaduje, že temná hmota tvoří 26,8 % hustoty energie a hmoty vesmíru.
Zbylých 4,9 % tvoří všechna běžná hmota jako atomy, chemické prvky, plyn a plazma. Hmota, ze které jsou tvořeny viditelné věci.
Energetická hustota zahrnuje i velmi malý zlomek (~0,01 %) záření kosmického mikrovlnného pozadí a ne více než 0,5 % reliktních neutrin.
Model zahrnuje jedinou původní událost, velký třesk anebo počáteční singularitu, která nebyla explozí, ale náhlým vznikem rozpínajícího se časoprostoru, který obsahoval záření při teplotách asi 1015 K. Okamžitě po tom (do 10−29 sekund) následovalo exponenciální rozpínání prostoru o faktor 1027 nebo víc, což je známé jako kosmická inflace. Raný vesmír byl velmi teplý (nad 10 000 K) několik set tisíc let, stav, který je detekovatelný jako reliktní záření, velmi málo energetické záření vycházející z každého směru. Kosmická inflace je rovněž potřebná na vyřešení problému horizontu v reliktním záření. Je pravděpodobné, že vesmír je větší než viditelný částicový horizont.

## Historie
Objev kosmického mikrovlnného pozadí (reliktního záření) v roce 1965 potvrdil klíčovou předpověď kosmologie velkého třesku. Od tohoto objevu je všeobecně přijímané, že vesmír vznikl v horkém, hustém stavu a v průběhu času expandoval. Rychlost expanze závisí na typech hmoty a energie ve vesmíru, a zejména na tom, zda je celková hustota menší anebo větší než tzv. kritická hustota. V průběhu 70. let 20. století se většina pozornosti soustředila na čistě baryonové modely, ty ale narazily na vážné problémy při objasňování vzniku a vývoje galaxií. Začátkem 80. let se zjistilo, že tento problém je možné vyřešit pomocí studené temné hmoty, která by převažovala nad baryonovou hmotou a inflace inspirovala modely s kritickou hustotou. Později se pozornost přesunula na studenou temnou hmotu s kritickou hodnotou hustoty hmoty, zhruba 95 % studené temné hmoty a 5 % baryonů; tyto modely byly úspěšné při vysvětlování vzniku a shlukovaní galaxií. Přesto některé problémy přetrvaly, zejména to, že model vyžadoval nižší Hubblovu konstantu, než udávala pozorování. Tyto těžkosti se vyostřily s objevem anizotropie reliktního záření satelitem COBE v roce 1992. Vědci zvažovali několik alternativ včetně Lambda-CDM a smíšené horké+studené temné hmoty. Model Lambda-CDM se stal standardem, když bylo v roce 1998 objeveno zrychlování expanze vesmíru. V krátké době ho podpořily i jiné pozorování: v roce 2000 experiment s reliktním zářením BOOMERanG zjistil hodnotu celkové hustoty (hmoty a energie) blízko 100 % kritické hustoty a v roce 2001 průzkum rudého posuvu galaxií 2dfGRS měřením stanovil hustotu hmoty blízko 25 %. Tento veliký rozdíl podpořil pozitivní kosmologickou konstantu anebo temnou energii. Přesnější měření mikrovlnného pozadí sondou WMAP v letech 2003 až 2010 dále podporovaly a vylepšovaly tento model. Poté se ale začala objevovat nekonzistence měření Hubbleovy konstanty, která se nadále prohlubuje a tak je například navrhováno ještě temné záření.

## Úspěchy
Kromě vysvětlení pozorovaní před rokem 2000, vytvořil tento model několik úspěšných předpovědí: zejména existenci akustických baryonových oscilací, které objevili v roce 2005 na předpokládaném místě, polarizaci reliktního záření a statistiku slabé gravitační čočky.

## Neúspěchy
Rozsáhlé pokusy o zachycení částic temné hmoty zatím neprokázaly žádné detekované částice, zachytit temnou energii v laboratorních podmínkách může být téměř nemožné, neboť její hodnota je velmi malá v porovnání s předpovědí teorií.
Porovnání modelu a pozorovaní bývá úspěšné v obrovských měřítkách (větších než galaxie), ale jsou výjimky, které tomu odporují. Problémy se mohou také objevit v sub-galaktických měřítkách jako například předpoklady příliš velkého počtu malých galaxií a příliš mnoho temné hmoty ve vnitřních oblastech galaxií. Tato malá měřítka se těžko simulují, takže není jasné zda jsou problémem simulace, nestandardní vlastnosti temné hmoty anebo závažnější chyby v modelu.
Problémů ΛCDM modelu je ale více. Pochybnosti vnáší i různá ad hoc řešení (temná hmota, zavedení nehomogenit) a neochota vylepšovat i alternativní teorie, což může vytvářet publikační zkreslení.

## Parametry
ΛCDM model je založený na šesti parametrech:
- fyzikální hustota baryonů,
- fyzikální hustota temné hmoty,
- hustota temné energie,
- skalární spektrální index,
- amplituda fluktuací zakřivení,
- optická hloubka reionizace.

Ty jsou uvedeny jako první v tabulce níže. Pod nimi jsou uvedeny odvozené parametry. Existují však ještě další fixované parametry (například hmotnost neutrin).
V souladu s Occamovou břitvou je 6 nejmenší počet parametrů potřebných pro shodu se současnými pozorováními v rámci nejistoty měření. Další možné parametry jsou stanovené na „přirozené“ hodnoty například celková hustota = 1,00, stavová rovnice temné energie = −1. Hmotnosti neutrin již však nejsou považovány za zanedbatelné a relativistické efektivní stupně volnosti v 3D jsou již uvažovány s „nepřirozenou“ hodnotou 3,046.
Současná teorie nepředpokládá téměř žádnou z hodnot těchto parametrů, pouze pro skalární spektrální index předpokládá většina verzí kosmické inflace hodnotu mírně nižší než 1, což je ve shodě s odhadovanou hodnotou 0,96. Hodnoty parametrů a tolerancí se odhadují pomocí superpočítačů. Z těchto šesti parametrů se dají lehce vypočítat další hodnoty modelu jako Hubblova konstanta a stáří vesmíru.
Pozorování odpovídající modelu zahrnují anizotropii reliktního záření, vztah jasu a rudého posuvu supernov, shlukování galaxií ve velkých měřítkách včetně akustických baryonových oscilací. Jiné pozorování jako například Hubblova konstanta, množství kup galaxií, slabá gravitační čočka, věk kulových hvězdokup se s nimi ve všeobecnosti shodují a poskytují kontrolu modelu, ale v současnosti jsou měřené s menší přesností.
Hodnoty parametrů v tabulce pocházejí ze 7 let pozorování teploty a polarizace sondy WMAP. Zahrnují odhady založené na údajích akustických oscilací baryonů a měření jasu supernov typu Ia. Důsledky dat pro kosmologické modely jsou rozebrané v Komatsu et al. a Spergel et. al.
| Parametr | Hodnota                                                                | Popis                           |
| -------- | ---------------------------------------------------------------------- | ------------------------------- |
| t0       | {\displaystyle 13.799\pm 0.021\times 10^{9}} years                     | Věk vesmíru                     |
| Ωbh2     | {\displaystyle 0.02230\pm 0.00014}                                     | Fyzikální hustota baryonů       |
| Ωch2     | {\displaystyle 0.1188\pm 0.0010}                                       | Fyzikální hustota temné hmoty   |
| ns       | {\displaystyle 0.9667\pm 0.0040}                                       | Skalární spektrální index       |
| τ        | {\displaystyle 0.087\pm 0.014}                                         | Optická hloubka reionizace      |
| ΔR2      | {\displaystyle 2.441_{-0.092}^{+0.088}\times 10^{-9}}, k0 = 0.002Mpc−1 | Amplituda fluktuace zakřivení   |
| Ωb       | {\displaystyle 0.0456\pm 0.0016}                                       | Hustota baryonů                 |
| Ωc       | {\displaystyle 0.227\pm 0.014}                                         | Hustota temné hmoty             |
| ΩΛ       | {\displaystyle 0.728_{-0.016}^{+0.015}}                                | Hustota temné energie           |
| H0       | {\displaystyle 70.4_{-1.4}^{+1.3}} km s−1 Mpc−1                        | Hubblova konstanta              |
| σ8       | {\displaystyle 0.809\pm 0.024}                                         | Amplituda fluktuace při 8h−1Mpc |
| z*       | {\displaystyle 1090.89_{-0.69}^{+0.68}}                                | Rudý posuv v čase oddělení      |
| t*       | {\displaystyle 377730_{-3200}^{+3205}} years                           | Věk vesmíru v čase oddělení     |
| zreion   | {\displaystyle 10.4\pm 1.2}                                            | Rudý posuv reionizace           |

Model ΛCDM nevysvětluje některé zákonitosti hodnot parametrů a jejich kombinací, jak ukazují následující problémy:
- Problém synchronicity

Zpomalování expanze vesmíru v raném věku je téměř přesně vykompenzováno nynějším zrychlováním rozpínání. Znamená to, že se vesmír v současnosti právě takovou rychlostí, jako kdyby se od velkého třesku rozpínal konstantní rychlostí (tedy bez epochy zpomaleného a zrychleného rozpínání).
- Problém koincidence času

(Problém je podobný problému synchronicity, ale kosmologické výpočty s variantními parametry modelu ukazují, že s ním není totožný.) Současná měření parametrů ukazují, že věk vesmíru t0 je velmi blízký Hubblovu času (1/H0). Taková shoda je překvapivá, neboť podle modelu ΛCDM se podíl obou těchto parametrů (tzv. bezrozměrný věk vesmíru H0t0) průběžně mění a může nabývat hodnot velmi odlišných od 1. Proč se blíží hodnotě 1 právě nyní, na to model nedává odpověď.
U obou problémů se může jednat o náhodnou koincidenci, nebo o projev zákonitosti dosud skryté současnému poznání.

## Rozšířené modely
Možná rozšíření nejjednoduššího modelu ΛCDM preferují kvintesenci před kosmologickou konstantou. V tom případě se stavová rovnice temné energie může lišit od −1. Kosmická inflace předpovídá tenzorové fluktuace (gravitační vlny). Jejich amplituda je parametrizovaná poměrem tenzor–skalár (označené jako r), který je daný energetickou škálou inflace. Jiné modifikace umožňují aby zakřivení prostoru mělo jinou hodnotu než 1, horkou tmavou hmotu v podobě neutrin nebo pohyblivý spektrální index.
Přidání těchto parametrů obecně zvýší chybovost v parametrech výše.
| Parametr      | Hodnota                                          | Popis                         |
| ------------- | ------------------------------------------------ | ----------------------------- |
| Ωtot          | {\displaystyle 1.0023_{-0.0054}^{+0.0056}}       | Úplná hustota                 |
| w             | {\displaystyle -0.980\pm 0.053}                  | Stavová rovnice temné energie |
| r             | {\displaystyle <0.24}, k0 = 0.002Mpc−1 (2σ)      | Tenzor–skalár poměr           |
| d ns / d ln k | {\displaystyle -0.022\pm 0.020}, k0 = 0.002Mpc−1 | Průběh spektrálního indexu    |
| Ωvh2          | {\displaystyle <0.0062}                          | Fyzikální hustota neutrin     |
| Σmν           | {\displaystyle <0.58} eV (2σ)                    | Suma hmotností třech neutrin  |

Někteří vědci navrhli existenci pohyblivého spektrálního indexu, ale žádná studie to neprokázala.